# Belchen-Passwang-Gebiet

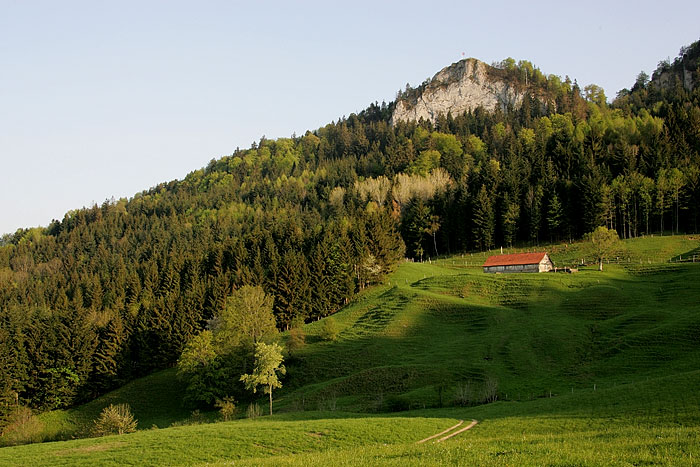
Bölcheflue

Das Belchen-Passwang-Gebiet ist ein im Bundesinventar der Landschaften und Naturdenkmäler von nationaler Bedeutung (BLN) verzeichnetes Landschaftsschutzgebiet im Nordwestschweizer Juragebirge. Das BLN-Gebiet mit der Nummer 1012 gehört zur Kategorie «Typ-Landschaft» des Inventars. Es umfasst einen Abschnitt des Schweizer Faltenjuras entlang der Wasserscheide von der Berggruppe mit dem Gipfel Belchenflue (1099 m) im Osten bis zu den Bergen am Passwang im Westen, wo sich mit dem Barschwang (1179 m) und dem Vogelberg (1204 m) die höchsten Gipfel des Landschaftsschutzgebiets befinden. Dieses liegt zum grossen Teil im Kanton Basel-Landschaft und nur mit dem kleineren südlichen Abschnitt im Kanton Solothurn.

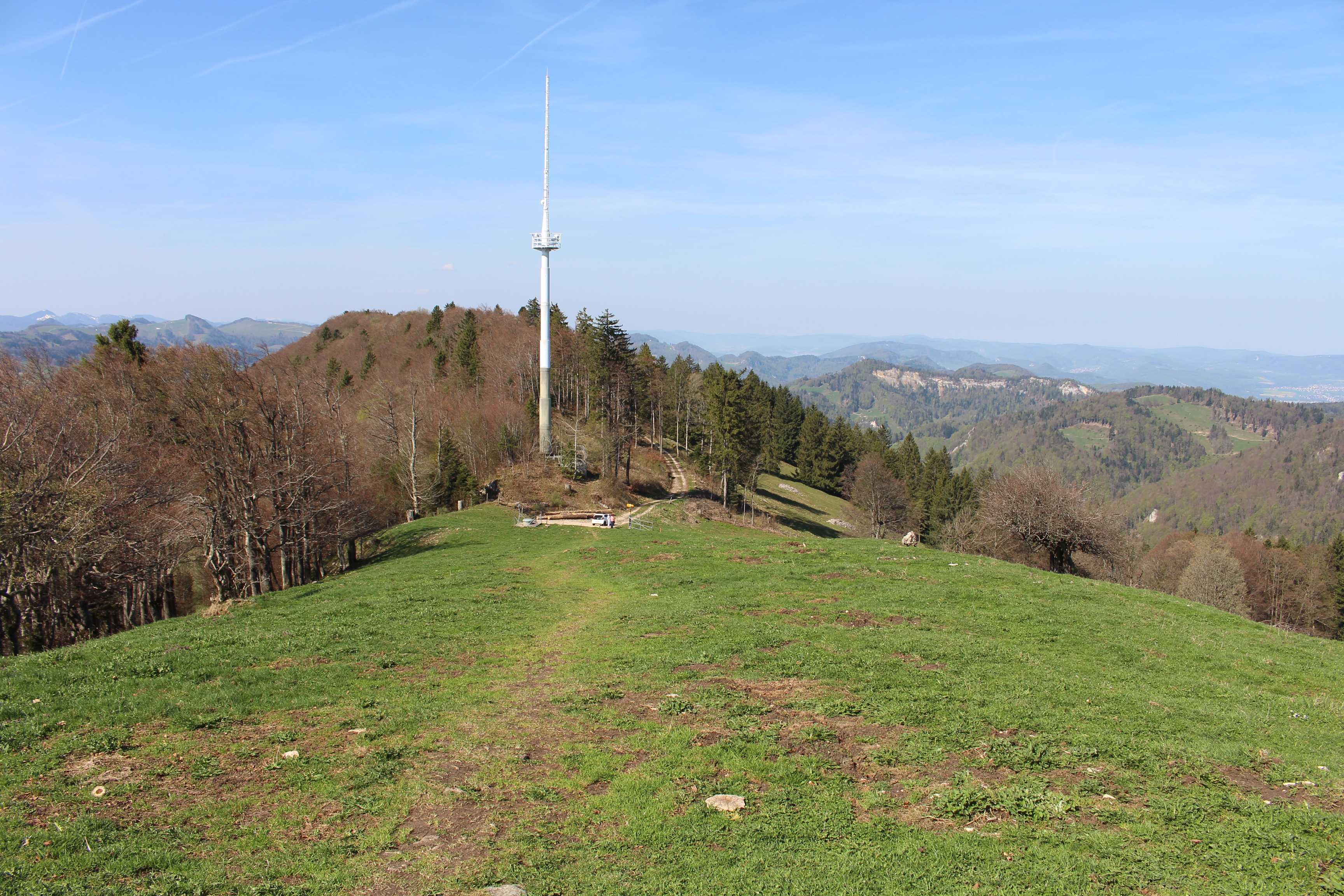
Weidefläche zwischen Vogelberg und Barschwang

## Schutzgebiete

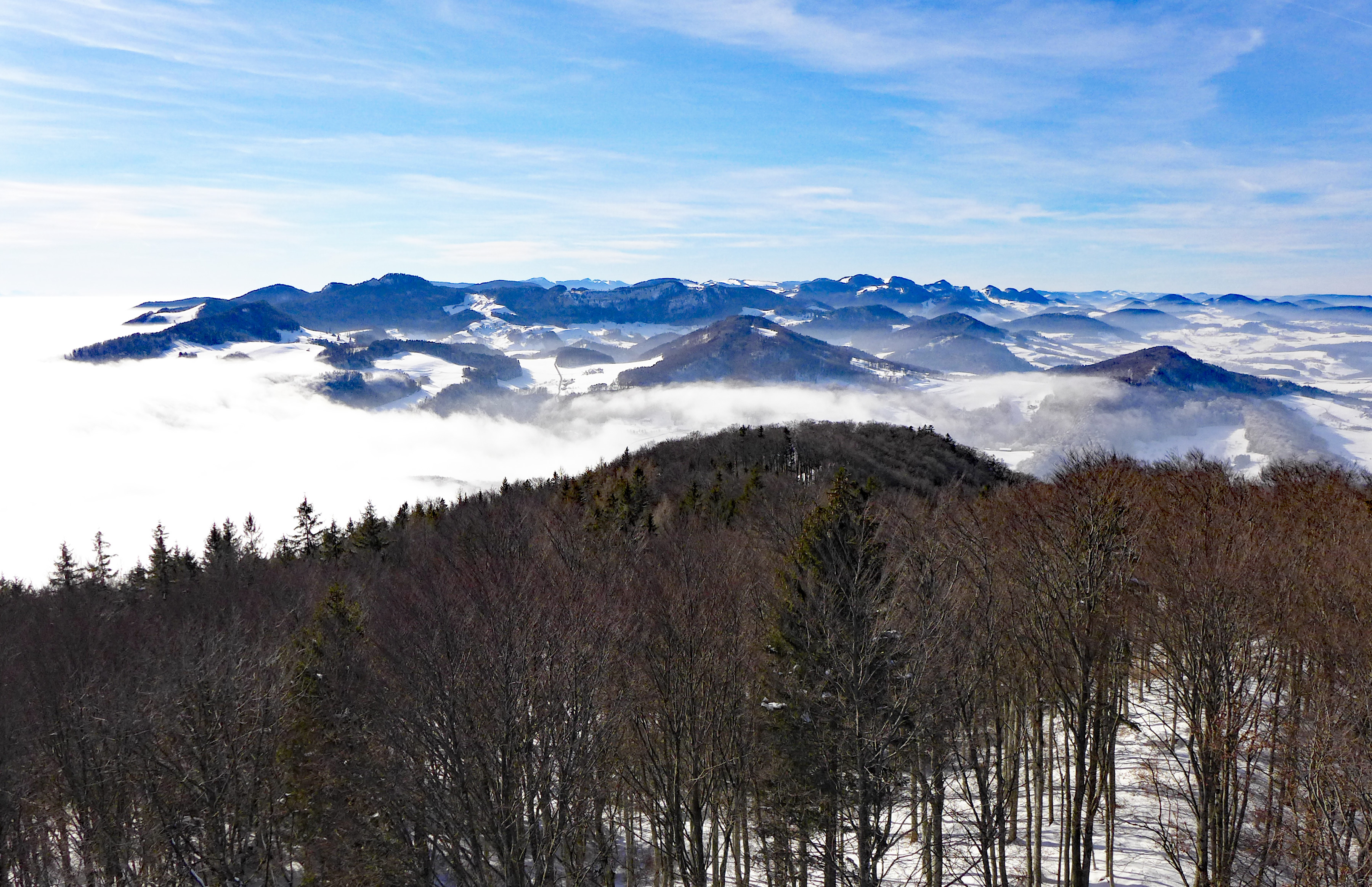
Belchen-Passwang-Gebiet im Winter

In geringer Distanz zum BLN-Objekt 1012 befinden sich weitere Landschaftsschutzgebiete des gleichen Bundesinventars: «Gempenplateau» (BLN Nr. 1107), «Chilpe bei Diegten» (BLN Nr. 1106), «Baselbieter und Fricktaler Tafeljura» (BLN Nr. 1105), «Aargauer und östlicher Solothurner Faltenjura» (BLN Nr. 1017) und «Ravellenflue und Chluser Roggen» (BLN Nr. 1020). Der Kanton Basel-Landschaft überprüfte um 2015 im Projekt «Modellvorhaben Aufwertung BLN Belchen-Passwang» unter Einbezug der Gemeinden und der Bevölkerung kritisch die Wirkung der im BLN für dieses Gebiet festgelegten Schutzziele.

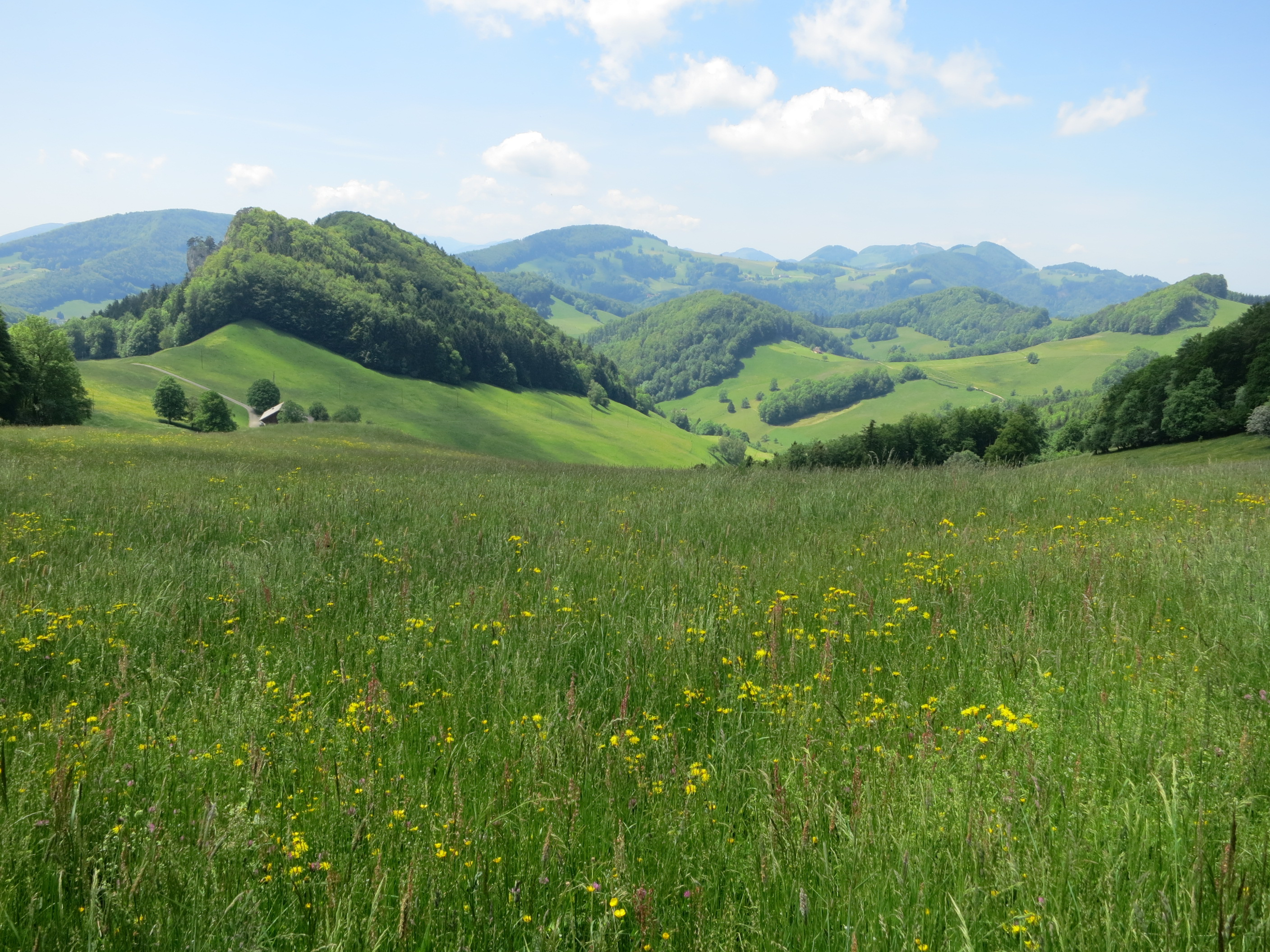
Blick vom Schattenberg nördlich des Chilchzimmersattels gegen Westen

Der südwestliche Randbereich des Belchen-Passwang-Gebiets gehört zum Areal des Naturparks Thal im Kanton Solothurn. Der solothurnische Anteil an der Landschaft war schon durch die vom Regierungsrat des Kantons Solothurn am 20. Februar 1942 erlassene Verordnung über die Juraschutzzone gegen Beeinträchtigungen wie z. B. die weitere Zersiedelung geschützt.
Die Berglandschaften des Faltenjuras mit steilen Abhängen, Felsrippen und Schluchten sind sehr waldreich. Weite Waldflächen im Landschaftsschutzgebiet sind von den beiden Kantonen als Naturwaldreservate ausgewiesen. Das 1990 eingerichtete Waldreservat im Naturschutzgebiet Bogental-Geitenberg ist das grösste dieser kantonalen Schutzgebiete. Die Kernzone ist ein Totalreservat und das grösste Schutzgebiet dieser Kategorie im Kanton Basel-Landschaft. Sie wird in der Liste der Schweizer Generhaltungsgebiete für die Weisstanne (Abies alba) aufgeführt.
In zwei Talabschnitten im solothurnischen Teil des BLN-Gebiets sind Amphibienlaichgebiete von nationaler Bedeutung vorhanden: Die Umgebung des ehemaligen Neuhüsliweihers an der Lüssel und die Bergflanke Höchweidli in der Klus am Rickenbach südöstlich der Bölcheflue. Der Talkessel beim Neuhüsliweiher wird als Schutzgebiet Hof Waldenstein von der Naturschutzorganisation Pro Natura betreut. Und etwa dreissig grössere und kleinere Berghänge mit extensiv genutzten, artenreichen Magerwiesen im Landschaftsschutzgebiet Belchen-Passwang sind im Bundesinventar der Trockenwiesen und -weiden von nationaler Bedeutung verzeichnet.

## Geografie

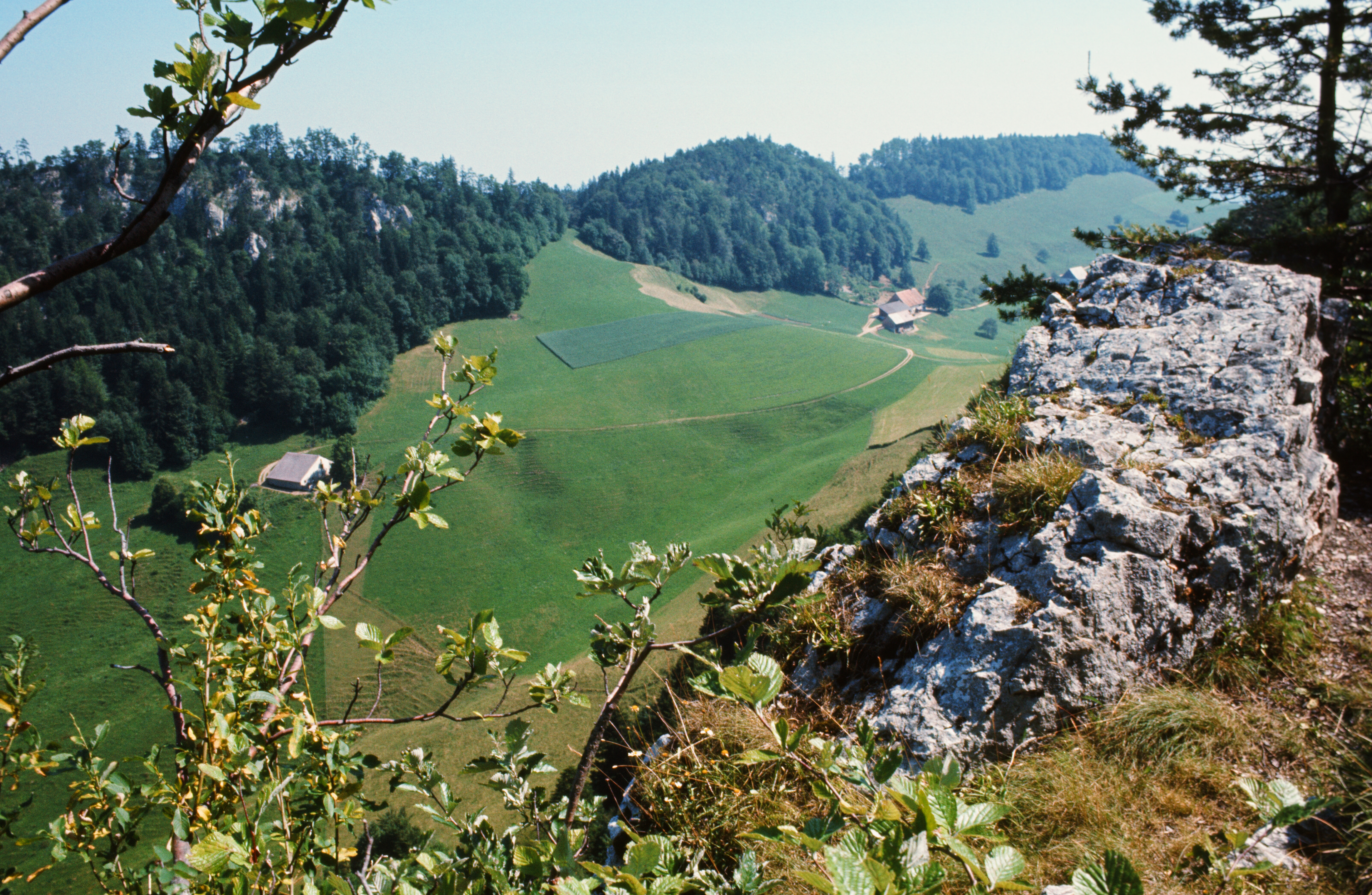
Ulmethöchi (Fotografie: Ernst Klöti)

Das BLN-Gebiet 1012 hat eine Fläche von 65 Quadratkilometern und umfasst Landschaften der Baselbieter Gemeinden Bennwil, Bretzwil, Eptingen, Langenbruck, Läufelfingen, Lauwil, Liedertswil, Oberdorf, Reigoldswil und Waldenburg sowie der Solothurner Gemeinden Beinwil, Hägendorf, Hauenstein-Ifenthal, Holderbank, Meltingen, Mümliswil-Ramiswil, Nunningen und Zullwil. Die Hauptsiedlungen dieser Gemeinden liegen jedoch mehrheitlich ausserhalb des Perimeters des Schutzgebiets, das nur die Naturlandschaft im Gebirge und einige Zonen der landwirtschaftlich genutzten Kulturlandschaft einschliesst. Die der Landwirtschaft dienenden Flächen befinden sich im durch die Raumplanung definierten «Berggebiet», wo die Betriebe wegen erschwerten Produktionsbedingungen Förderbeiträge erhalten.
Das Gebiet erstreckt sich von der Geissflue bei Zullwil in östlicher Richtung etwa 19,5 Kilometer weit bis zum Kesselberg bei Hauenstein. In dieser durch Täler, Schluchten, Gräben, Felsmassive und Bergsättel stark zerteilten Berglandschaft befinden sich viele einzelne, teils markante Kreten und Erhebungen; zu erwähnen sind von Westen nach Osten auf der Strecke von Zullwil bis Langenbruck folgende Gipfel:
- Geissflue (850 m)
- Hirnichopf (1027 m)
- Oberschattenberg (902 m)
- Riedbergchopf (1011 m)
- Ämmenegg (1052 m)
- Aletechopf (963 m)
- Geitenberg (1134 m)
- Barschwang (1179 m) und Vogelberg (1204 m), die höchsten Erhebungen im Passwang-Massiv und im BLN-Gebiet (Barschwang ist die mundartliche Variante zu Passwang; der Flurname wird als «Rodung auf der Anhöhe» gedeutet)[8]
- Hinteri Egg (mit der Höhe von 1168 m der höchste Berg des Kantons Basel-Landschaft)
- Chellenchöpfli (1157 m)
- Bilsteinberg (1126 m)
- Beretenchopf  (1106 m)

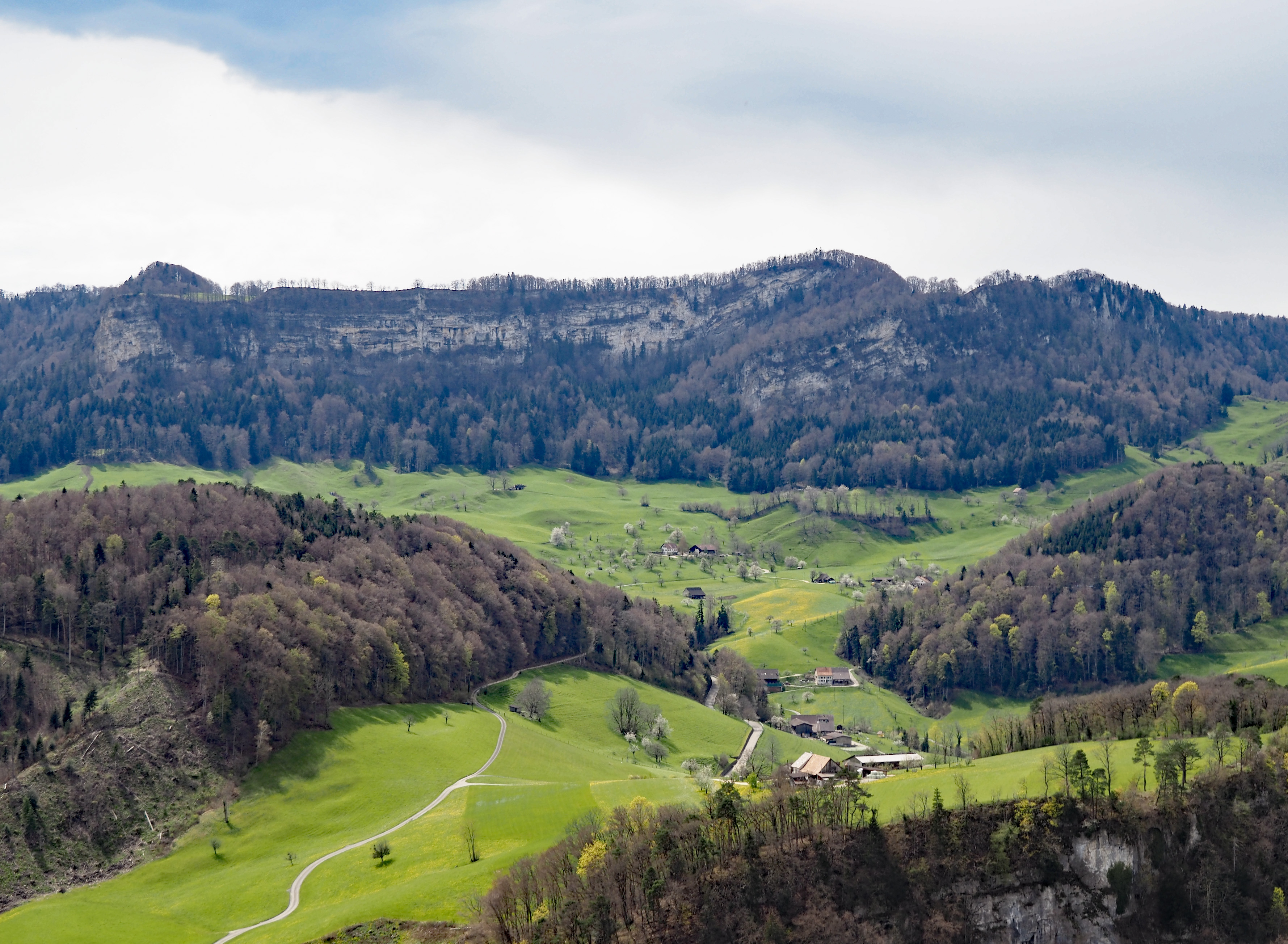
Geissflue und Lauchflue von Nordosten

Im östlichen Teil des Gebiets zwischen Langenbruck und Hauenstein:
- Chräiegg (927 m)
- Gerstelflue (929 m)
- Lauchflue (1042 m)
- Geissflue (1012 m)
- Ankenballen (1023 m)
- Spitzenflüeli (1039 m)
- Dürstelberg (1036 m)
- Ruchen (1123 m)
- Gwidemflue (1072 m)
- Belchenfluh (1099 m), mundartlich Bölcheflue
- Homberg (968 m)
- Ifleter Berg (968 m)

Somit haben 18 Berge mit bekannten Namen eine Höhe von über tausend Meter, und daneben erreichen noch einige namenlose Erhebungen diese Höhenmarke. Die Belchenfluh, in der Mundart der Region Bölcheflue oder einfach Bölche genannt, ist der östlichste Eintausender im BLN-Gebiet – nicht jedoch im Juragebirge als Ganzes, wo der sieben Kilometer nordöstlich von der Belchenfluh gelegene Wisenberg mit 1001 m knapp auch noch zu dieser Kategorie gehört.

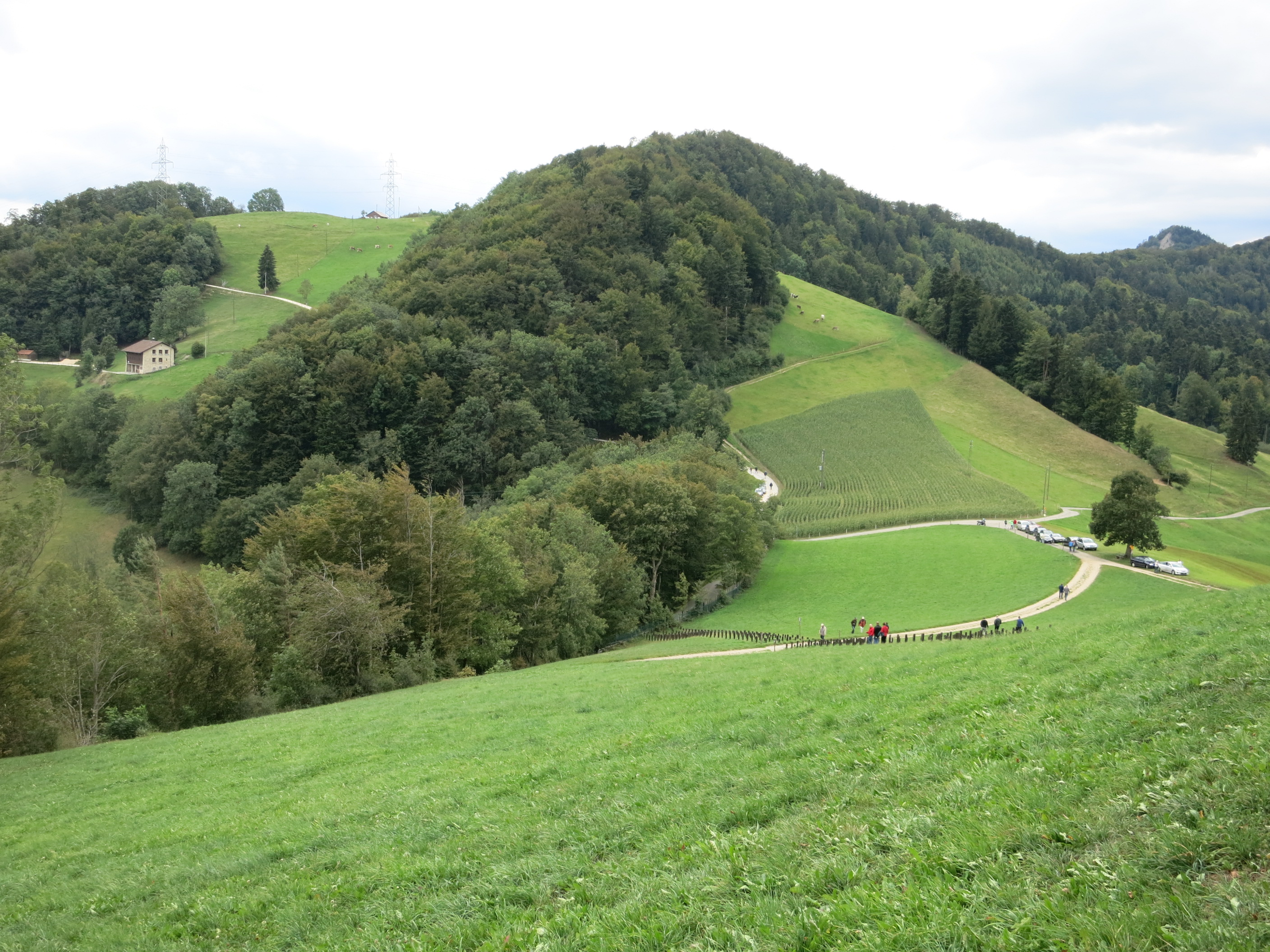
Challhöchi

Die verschiedenen Bergreihen weisen neben runden Bergrücken oft auch schroffe Abhänge mit hohen Felsabbrüchen und scharf ausgeprägte, lange Grate auf. Erdgeschichtlich entstanden die Bergreihen aus Sedimentgesteinen von der mittleren Trias, von der zum Beispiel südlich von Eptingen Schichten von Gips und bei Liedertswil von Hauptmuschelkalk aufgeschlossen sind, bis zum Jura, zu der unter anderem die «Passwang-Formation» und der Hauptrogenstein gehören, die bei der Entstehung des Juragebirges als Falten, Schuppen und durch Überschiebungen verformt wurden. Im Westteil des BLN-Gebiets dominiert die Passwang-Antiklinale, während das Relief im östlichen Abschnitt von der Hauenstein-Dottenberg-Überschiebung geprägt ist.
In tief eingekerbten Talkesseln und Seitentälern entspringen zahlreich Wildbäche, die auf der Südseite des Bergkammes im Einzugsgebiet der Aare liegen und auf der Nordseite in die Birs und Nebenbäche der Ergolz, zwei andere Zuflüsse des Rheins, münden. Der in viele kleine Täler gegliederte Nordabhang wird im Flussgebiet der Ergolz von Quellbächen des Homburgerbachs, des Diegterbachs, der Vorderen und der Hinteren Frenke und im Einzugsgebiet der Birs vom Seebach, dem Chastelbach, dem Ibach und der Lüssel entwässert. Weil die Kantonsgrenze auf einigen Strecken nicht der Wasserscheide folgt, fliessen gewisse Bergbäche abschnittweise durch die beiden Nachbarkantone Basel-Landschaft und Solothurn. So entspringt zum Beispiel die Lüssel im Baselbieter Bogental, durchquert (ausserhalb des BLN-Gebiets) mehrere Solothurner Ortschaften und kommt bei Brislach wieder in den Kanton Basel-Landschaft, und der Augstbach entsteht aus einigen Quellbächen bei Langenbruck südlich des Oberen Hauensteins, verlässt dort das «Belchen-Passwang-Gebiet» und fliesst durch das solothurnische Holderbank nach Balsthal, wo er in die Dünnern mündet. Zahlreiche Quellen in der Berglandschaft sind als Lebensräume für anspruchsvolle Pflanzen und Tiere wertvoll.

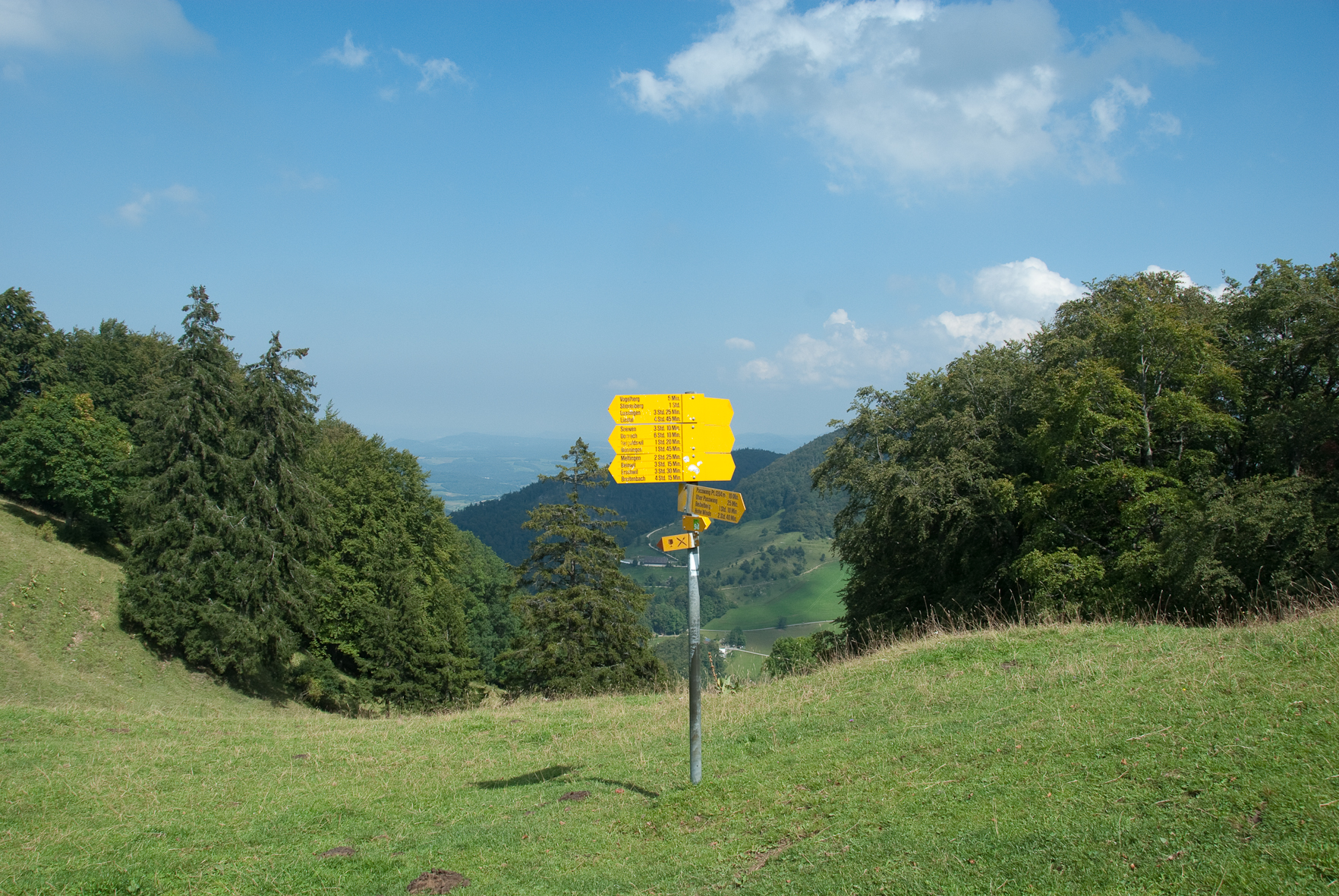
Wanderwege beim Vogelberg

Nur wenige Verkehrswege durchqueren das Juramassiv in dieser durch schroffe Bergflanken geprägten Landschaft. Der Untere Hauensteinpass und der Passwang-Pass liegen knapp ausserhalb des Landschaftsschutzgebiets. Der in die offizielle Bezeichnung des Landschaftsschutzgebiets aufgenommene Flurname Passwang bezieht sich auf den entsprechenden Berg und nicht auf den Bergpass. Als überregional bedeutende Routen führen die Hauptstrasse 12 am Oberen Hauenstein (721 m) und der Belchentunnel der Autobahn A2 sowie als regionale Strassen im Gebiet des Belchen die Challhöchi (848 m) und der Chilchzimmersattel durch den Gebirgsraum. Lokale Verbindungsstrassen wie die Breitenhöchi verbinden einzelne Ortschaften oder kleinere Siedlungen. Von älteren Verkehrswegen über die Gebirgssättel sind lokal viele Spuren erhalten geblieben. Über die Berge mit vielen aussichtsreichen Stellen führt ein dichtes Netz von Wanderwegen, das an vielen Punkten an die Linien des öffentlichen Verkehrs angebunden ist. Bei Reigoldswil erschliesst die Luftseilbahn auf die Wasserfallen das Berggebiet. Auf das Belchen-Massiv führt die Hauptroute des Gebirges, der um 1900 vom Schweizerischen Juraverein eingerichtete Jura-Höhenweg, und zur Hinteren Egg und den Vogelberg die regionale Route «Wasserfallen-Rundweg», die beide auf der Karte von SchweizMobil dargestellt sind. Über die Passwangkette verläuft ein Themenweg der Solothurner Waldwanderungen.

## Schutzziele

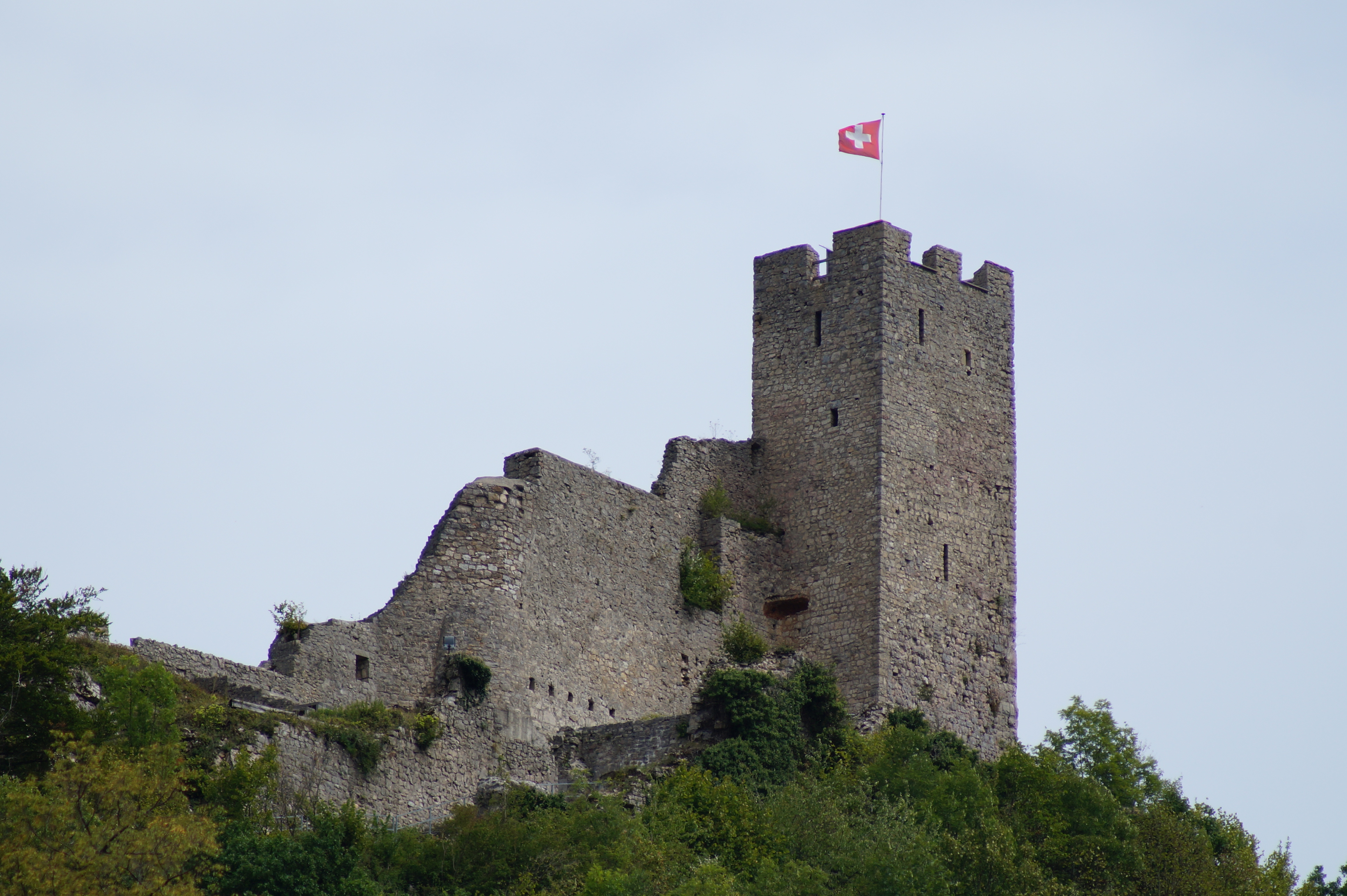
Ruine der Burg Waldenburg

Gemäss dem Zweck des Bundesinventars der Landschaften und Naturdenkmäler von nationaler Bedeutung sind für das BLN-Gebiet mehrere Schutzziele definiert worden. Bezweckt wird die Erhaltung
- der vielfältigen tektonischen und geomorphologischen Elemente wie Schichtkämme, felsige Schichtstufen, Sättel, muldenartige Längstäler sowie tief eingeschnittene Kerbtäler und Durchbruchstäler mit ihren Bächen
- der Silhouetten der Bergkämme, Flühe und Felsköpfe sowie die landschaftlich prägenden Elemente
- des kleinräumigen Mosaiks von Wald und Offenland mit den offenen Landschaftskammern und den Übergangsbereichen
- der Vielfalt der Waldgesellschaften und der besonderen Waldstandorte
- der naturnahen Lebensräume, insbesondere der Trockenstandorte, in ihrer Qualität und ökologischen Funktion sowie mit ihren charakteristischen Pflanzen- und Tierarten
- der Gewässer und ihrer Lebensräume in einem natürlichen und naturnahen Zustand
- einer an die Standorte angepassten landwirtschaftlichen Nutzung; standorttypische Strukturelemente der Landschaft wie Feldscheunen und -ställe, Steinmauern, Niederhecken und parkartige Weiden sind zu erhalten
- der typischen Siedlungsstruktur mit den Einzelhöfen
- der Anlage des Klosters Schönthal[16] sowie der kulturhistorischen Elemente am Oberen Hauenstein mit ihrem Umfeld
- der historischen Verkehrswege in ihrer Substanz und ihrer Einbettung in die Landschaft